# Weekender/向明天的YELL
「Weekender / 向明天的YELL」(ウィークエンダー/明日へのYELL) 是Hey!Say!JUMP的第13张单曲。於2014年9月3日由J Storm发售。

## 概要
与前作「AinoArika/盡情去愛的HAPPY LIFE」相隔約7個月後發售。是2014年第二張發售的单曲。亦是繼前作「AinoArika/盡情去愛的HAPPY LIFE」發售的雙面單曲。
分为初回限定盘1、初回限定盘2、通常盤/初回プレス仕様、通常盘4种形式发售。
标题曲「Weekender」是Hey!Say!JUMP成員山田涼介及有岡大貴所出演的電視劇『金田一少年の事件簿N(neo)』的主題歌。而「向明天的YELL」則是另外兩位成員, 中島裕翔主演,高木雄也出演的電視劇『水球不良少年』的主題曲。

## 收录曲

### 初回限定盘1

#### CD
1. Weekender
作詞：三井八雲/Vandrythem、作曲：原一博、編曲：原一博/KOMU
2. 向明天的YELL
作詞・作曲：Takuya Harada、編曲：CHOKKAKU

#### DVD
1. Weekender （音乐影片+Making映像）

### 初回限定盘2

#### CD
1. 向明天的YELL
2. Weekender

#### DVD
1. 向明天的YELL （音乐影片+Making映像）

### 通常盤/首壓

#### CD
1. Weekender
2. 向明天的YELL
3. ただ前へ - Hey! Say! 7
作詞・作曲：オカダユータ、編曲：山下洋介
4. スーツディズ - Hey! Say! BEST
作詞：森月キャス、作曲：川端良征、編曲：佐藤泰将
5. Weekender（Instrumental）
6. 向明天的YELL（Instrumental）
7. ただ前へ（Instrumental）
8. スーツディズ（Instrumental）

### 通常盘

#### CD
1. Weekender
2. 向明天的YELL
3. Through the night
作詞：Taka Ruscar、作曲・編曲：Tommy Clint
4. レインボーキャンディーガール
作詞：亜美、作曲：Claire Rodrigues Lee / Ricky Hanley / DWB、編曲：DWB
5. Weekender（Instrumental）
6. 向明天的YELL（Instrumental）
7. Through the night（Instrumental）
8. レインボーキャンディーガール（Instrumental）